# Siva (azienda)
La Siva era una piccola fabbrica automobilistica fondata a Lecce nel 1967 che operò fino ai primi mesi del 1969.

## Storia
Al salone dell'automobile di Torino del 1966, Achille Candido, rampollo di una famiglia d'imprenditori pugliesi e titolare di una concessionaria Ford a Lecce, si presentò con una cartella di schizzi nei quali veniva delineata la vettura che aveva in mente di costruire: una sportiva con due posti secchi, motore posteriore e baricentro particolarmente basso.
La sua intenzione era di sottoporli a Domenico Iseglio, ex designer della Bizzarrini e della Bertone, da pochi mesi fondatore e titolare della Stile Italia. L'idea di realizzare una vettura leggera e divertente, destinata a un pubblico giovane, entusiasmò immediatamente Iseglio, che si mise all'opera; Candido aveva idee chiare e, dopo aver incaricato l'ingegnere Moretti, ex Abarth, per la progettazione del telaio e Virgilio Conrero per la preparazione del motore, iniziò a tessere la "tela" amministrativa per portare a compimento l'impresa.

La Siva Sirio RC167 (1967-69)

Propose la vettura alla Ford, per commercializzare il prodotto attraverso la rete di vendita del marchio statunitense, quindi iniziò le trattative con gli istituti di credito. La casa di Detroit accettò di buon grado, desiderosa di coprire la carenza della propria gamma nel settore delle vetture sportive destinate a un pubblico giovane, e decise di fornire i motori che equipaggiano la Taunus 20 M. Raggiunti gli opportuni accordi con gli istituti di credito, venne fondata la Siva (acronimo di "Società Italiana Vendita Automobili"), con il programma di costruire 300 vetture nel 1969 e altre 500 nel 1970.
Poco prima dell'estate ebbe inizio la costruzione dei prototipi con moderno telaio scatolato, sormontato da una leggera carrozzeria in alluminio del tipo targa. Il motore Ford 2000 cm³ sei cilindri da 85 CV, dopo la "cura" di Conrero, sviluppava 145 CV ed era perfetto per una vettura che arrivava a malapena agli 850 chilogrammi. Il lavoro si fece febbrile per terminare i prototipi in vista del salone torinese del 1967, dove fu presentato un modello statico per la mostra e un altro funzionante per le rituali prove sul circuito del Valentino riservate alla stampa.
La vettura, denominata Sirio RC167 ("Sirio" dal nome della stella più luminosa), riscosse un ottimo successo sia da parte del pubblico che degli addetti ai lavori, confortato anche da un discreto numero di prenotazioni. I primi mesi del 1968 trascorsero nell'affinamento di nuovi prototipi e nella individuazione del sito ove approntare la struttura produttiva per la piccola serie prevista.
L'improvviso e inspiegabile ritiro dalla cordata degli istituti di credito, bloccò sul sorgere ogni speranza di produzione. La Siva chiuse i battenti nei primi mesi del 1969.
La Siva finora citata risulta solo omonima della SIVA (acronimo di "Società Italiana Vetture Automobili") fondata a Milano nel 1906 da Silvio Barison, l'ingegnere che anni più tardi fondò a Livorno la Fabbrica Automobili Barison & C. producendo un'innovativa vettura dotata di distribuzione a cono rotante, frutto di un suo brevetto.